# Лешно
Ле́шно (пол. Leszno), Лисса (нем. Lissa) — город в Польше, входит в Великопольское воеводство. Занимает площадь 31,9 км². Население — 62 854 человек (на 2020 год).

## История
Первое упоминание Лешна относится к 1393 году. Название принято связывать с лещиной (leszczyna), которая растёт здесь в изобилии. В 1393 году местечко Лешно (Lesczno, Leszczno, Leszczyn) находилось во владении Стефана Карнина (Stefan Karnin), шляхтича из Венявы (Wieniawa). Стефан стал родоначальником великопольской магнатской фамилии Лещинских (Leszczyński), герба Венява. Король Станислав I Лещинский (1677—1766) — его отдалённый потомок. Лещинские много веков удерживали Лешно в своих руках.
В 1516 году здесь основана была община моравских братьев, по преимуществу выходцев из Силезии.
В 1543 году Рафаэль IV Лещинский добился у короля Сигизмунда I городского статуса для Лешно. В 1547 г. местечко получило городские права.
В 1626 году моравские братья основали в Лешно гимназию. Среди её преподавателей были моравский энциклопедист Ян Амос Коменский (эмигрировавший в Лешно в 1628 г.) и польский ботаник шотландского происхождения Ян Джонстон (Jan Jonston, 1603—1675). В том же году в Лешно местными евреями была основана синагога.
В 1633 году в Лешно была основана лютеранская кирха. Пастором в ней в 1638—1647 гг. служил немецкий теолог и поэт Иоганн Хеерманн (Johann Heermann). Здесь он и был похоронен.
В атласе Маттеуса Мериана «Topographia Bohemiae, Moraviae et Silesiae» (1650) Лешно упоминается под именами Liessau и Lissa.
В 1655 году Лешно взяли шведы — союзники запорожского гетмана Богдана Хмельницкого, воевавшего с Речью Посполитой. Как местные лютеране, так и Ян Амос Коменский и моравские братья, прежде много претерпевшие от католического фанатизма, радушно встретили протестантскую (лютеранскую) армию. Ян же Джонстон, не приняв шведскую администрацию, в 1656 перебрался южнее, в Любин, где и жил до конца своих дней.
Во время Великой Северной войны Станислав I Лещинский принял сторону Карла XII. В 1707 году город Лешно был сожжён войсками Петра I.
В 1709 году Лешно сильно пострадал от чумы.
В 1735 году Станислав Лещинский возвёл Лешно в ранг королевской резиденции, пригласил из Рима архитектора Помпео Феррари, но через 3 года, будучи принуждён эмигрировать во Францию, Станислав продал имение семье Сулковских.
По Второму разделу Польши (1793) город Лешно был аннексирован Пруссией и вошёл в состав Познанской провинции. С 1807 по 1815 год город в составе Варшавского герцогства.
В 1920 году несмотря на преобладание немецкого населения город снова вошёл в состав восстановленной Польши. С 1939 по 1945 год оккупирован и аннексирован нацистской Германией, входил в рейсхгау Вартеланд.

## Известные уроженцы
- Лещинские — магнатский род.
- Рената Данцевич — актриса.
- Питер Линдберг — фотограф.
- Войда, Кароль Фредерик — градоначальник (президент) Варшавы.
- Хандке, Мирослав (1946—2021) — польский химик, министр образования Польши (1997—2000).
- Швидецки, Ильзе (1907—1997) — немецкий антрополог.

## Города-побратимы
- Зуль, Германия[5]
- Деурне, Нидерланды[6]
- Монлюсон, Франция[7]
- Батури, Камерун[8]
- Санкт-Пёльтен, Австрия
- Сисак, Хорватия
- Стрый, Украина
- Цвайбрюккен, Германия

## Галерея
- Ратуша
- Здание почты
- Старинное здание
- Старинный дом
- Бюргерхаус
- Дом
- Дома на рыночной площади
- Дом
- Октовниа
- Церковь Св. Марии
- Вилла
- Вилла
- Вилла
- Вилла